# Вишневий Мирослав Миколайович
Миросла́в Микола́йович Вишне́вий — молодший сержант Збройних сил України, що загинув у ході російського вторгнення в Україну у 2022 році.

## Життєпис
Народився 23 січня 1998 року в селі Борисівка (нині в Іллінецькій міській громаді Вінницького району Вінницької області). У дитинстві переїхав з родиною до села Теклинівка. Закінчив Іллінецький аграрний фаховий коледж та опанував професію технолога-консерватора. Потім їздив працювати до Польщі.
У 2018 році був призваний на строкову службу, а згодом він вирішив залишитися в армії. Підписав контракт із Окремим загоном спеціального призначення НГУ «Азов». Брав участь в АТО/ООС. Був командиром відділення. Мав псевдонім «Джіксер» — від марки спортивних мотоциклів, якими захоплювався боєць. З лютого по серпень 2019 року воював під Донецьком. Далі — служба в Урзуфі, а згодом на базі в Маріуполі.
З перших днів повномасштабного вторгнення Мирослав разом із побратимами обороняв Маріуполь на правому березі річки Кальміус. На той час він обіймав посаду командира 2-го відділення 1-го взводу оперативного призначення 1-ї роти оперативного призначення 1-го батальйону оперативного призначення ОЗСП «Азов».
Загинув 12 березня 2022 року під час оборони Маріуполя на Донеччині. 
Похований 27 травня 2023 року в селі Хороша Липовецької територіальної громади на Вінниччині.
У нього залишилися батьки й дівчина (яка була з ним у Маріуполі). Молодший брат Богдан Вишневий (псевдо «Бодя-Вишня») також загинув у бою за Україну 12 серпня 2022 року, коли виконував бойове завдання на Херсонщині.

## Нагороди
- Орден «За мужність» III ступеня (2022, посмертно) — за особисту мужність і самовіддані дії, виявлені у захисті державного суверенітету та територіальної цілісності України, вірність військовій присязі, зразкове виконання службового обов'язку.

## Вшанування пам'яті
Біографічну статтю про Мирослава Вишневого вміщено в меморіальному виданні «Янголи Маріуполя» (Вінниця, 2025).